# Campeonato Mundial de Atletismo de 2022 - 400 m com barreiras feminino
A competição dos 400 metros com barreiras feminino no Campeonato Mundial de Atletismo de 2022 foi realizada no estádio Hayward Field, em Eugene, nos Estados Unidos, entre os dias 19 a 22 de julho de 2022.

## Recordes
Antes da competição, os recordes eram os seguintes:
| Recorde mundial                               | Sydney McLaughlin (USA)    | 51.41 | Eugene, Estados Unidos | 25 de junho de 2022    |
| Recorde do campeonato                         | Dalilah Muhammad (USA)     | 52.16 | Doha, Catar            | 4 de outubro de 2019   |
| Melhor marca do ano                           | Sydney McLaughlin (USA)    | 51.41 | Eugene, Estados Unidos | 25 de junho de 2022    |
| Recorde da África                             | Nezha Bidouane (MAR)       | 52.90 | Sevilha, Espanha       | 25 de agosto de 1999   |
| Recorde da Ásia                               | Han Qing (CHN)             | 53.96 | Pequim, China          | 9 de setembro de 1993  |
| Recorde da Ásia                               | Song Yinglan (CHN)         | 53.96 | Guangzhou, China       | 17 de novembro de 2001 |
| Recorde da América do Norte, Central e Caribe | Sydney McLaughlin (USA)    | 51.41 | Eugene, Estados Unidos | 25 de junho de 2022    |
| Recorde da América do Sul                     | Gianna Woodruff (PAN)      | 54.20 | Eugene, Estados Unidos | 21 de agosto de 2021   |
| Recorde da Europa                             | Femke Bol (NED)            | 52.03 | Tóquio, Jap            | 4 de agosto de 2021    |
| Recorde da Oceania                            | Debbie Flintoff-King (AUS) | 53.17 | Seul. Coreia do Sul    | 27 de setembro de 1988 |

Os seguintes recordes mundiais ou olímpicos foram estabelecidos durante esta competição:
| Data        | Evento    | Atleta                  | Tempo | Notas                 |
| ----------- | --------- | ----------------------- | ----- | --------------------- |
| 20 de julho | Semifinal | Gianna Woodruff (PAN)   | 53.69 | Recorde sul-americano |
| 22 de julho | Final     | Sydney McLaughlin (USA) | 50.68 | Recorde mundial       |

## Medalhistas
| Ouro                    | Prata           | Bronze                 |
| Sydney McLaughlin (USA) | Femke Bol (NED) | Dalilah Muhammad (USA) |

## Tempo de qualificação
| Tempo de qualificação. |
| ---------------------- |
| 54.40                  |

## Calendário
| Data        | Horário | Fase          |
| ----------- | ------- | ------------- |
| 19 de julho | 17:15   | Eliminatórias |
| 20 de julho | 18:15   | Semifinais    |
| 22 de julho | 19:50   | Final         |

Todos os horários estão no horário local (UTC-7)

## Resultados

### Eliminatórias
Qualificação: Os quatro primeiros de cada bateria (Q) e os quatro melhores tempos (q) das eliminatórias. 

| Pos. | Bateria | Atleta             | Nacionalidade   | Tempo | Notas                |
| ---- | ------- | ------------------ | --------------- | ----- | -------------------- |
| 1    | 3       | Femke Bol          | Países Baixos   | 53.90 | Q                    |
| 2    | 1       | Sydney McLaughlin  | Estados Unidos  | 53.95 | Q                    |
| 3    | 4       | Dalilah Muhammad   | Estados Unidos  | 54.45 | Q                    |
| 4    | 2       | Janieve Russell    | Jamaica         | 54.52 | Q                    |
| 5    | 5       | Britton Wilson     | Estados Unidos  | 54.54 | Q                    |
| 6    | 5       | Ayomide Folorunso  | Itália          | 54.69 | Q                    |
| 7    | 5       | Amalie Iuel        | Noruega         | 54.70 | Q ,                  |
| 8    | 2       | Shamier Little     | Estados Unidos  | 54.77 | Q                    |
| 9    | 4       | Shiann Salmon      | Jamaica         | 54.91 | Q                    |
| 10   | 1       | Anna Ryzhykova     | Ucrânia         | 54.93 | Q                    |
| 11   | 2       | Viivi Lehikoinen   | Finlândia       | 54.95 | Q                    |
| 12   | 5       | Rushell Clayton    | Jamaica         | 54.99 | Q                    |
| 13   | 3       | Zenéy van der Walt | África do Sul   | 55.05 | Q                    |
| 14   | 1       | Sara Gallego       | Espanha         | 55.09 | Q                    |
| 15   | 3       | Gianna Woodruff    | Panamá          | 55.21 | Q                    |
| 16   | 2       | Viktoriya Tkachuk  | Ucrânia         | 55.27 | Q                    |
| 17   | 1       | Paulien Couckuyt   | Bélgica         | 55.42 | Q                    |
| 18   | 3       | Jessie Knight      | Grã-Bretanha    | 55.48 | Q                    |
| 19   | 3       | Rebecca Sartori    | Itália          | 55.72 | q                    |
| 20   | 2       | Portia Bing        | Nova Zelândia   | 55.72 | q                    |
| 21   | 4       | Sarah Carli        | Austrália       | 55.89 | Q                    |
| 22   | 1       | Yasmin Giger       | Suíça           | 55.90 | q ,                  |
| 23   | 2       | Linda Olivieri     | Itália          | 56.09 | q                    |
| 24   | 5       | Carolina Krafzik   | Alemanha        | 56.24 |                      |
| 25   | 4       | Melissa Gonzalez   | Colômbia        | 56.24 | Q                    |
| 26   | 1       | Grace Claxton      | Porto Rico      | 56.40 |                      |
| 27   | 5       | Taylon Bieldt      | África do Sul   | 56.67 |                      |
| 28   | 4       | Kristiina Halonen  | Finlândia       | 56.68 | Recorde pessoal      |
| 29   | 2       | Aminat Jamal       | Bahrein         | 56.78 | Recorde da temporada |
| 30   | 5       | Vera Barbosa       | Portugal        | 56.79 |                      |
| 31   | 4       | Mo Jiadie          | China           | 57.01 |                      |
| 32   | 4       | Agata Zupin        | Eslovênia       | 57.12 |                      |
| 33   | 4       | Lina Nielsen       | Grã-Bretanha    | 57.42 |                      |
| 34   | 2       | Yanique Haye-Smith | Turcas e Caicos | 57.99 |                      |
| 35   | 3       | Quách Thị Lan      | Vietname        | 58.84 |                      |
| 36   | 1       | Chayenne Da Silva  | Brasil          | 59.46 |                      |
|      | 3       | Daniela Ledecká    | Eslováquia      |       | DNF                  |

### Semifinais
Qualificação: Os dois primeiros de cada bateria (Q) e os dois melhores tempos (q) das semifinais.
| Pos. | Bateria | Atleta             | Nacionalidade  | Tempo | Notas                |
| ---- | ------- | ------------------ | -------------- | ----- | -------------------- |
| 1    | 3       | Sydney McLaughlin  | Estados Unidos | 52.17 | Q                    |
| 2    | 2       | Femke Bol          | Países Baixos  | 52.84 | Q                    |
| 3    | 1       | Dalilah Muhammad   | Estados Unidos | 53.28 | Q,                   |
| 4    | 2       | Shamier Little     | Estados Unidos | 53.61 | Q,                   |
| 5    | 2       | Rushell Clayton    | Jamaica        | 53.63 | q,                   |
| 6    | 3       | Gianna Woodruff    | Panamá         | 53.69 | Q,                   |
| 7    | 2       | Britton Wilson     | Estados Unidos | 53.72 | q                    |
| 8    | 3       | Shiann Salmon      | Jamaica        | 54.16 |                      |
| 9    | 3       | Viktoriya Tkachuk  | Ucrânia        | 54.24 | Recorde da temporada |
| 10   | 3       | Ayomide Folorunso  | Itália         | 54.34 | Recorde nacional     |
| 11   | 2       | Sara Gallego       | Espanha        | 54.49 |                      |
| 12   | 1       | Anna Ryzhykova     | Ucrânia        | 54.51 | Q                    |
| 13   | 2       | Viivi Lehikoinen   | Finlândia      | 54.60 | Recorde nacional     |
| 14   | 1       | Janieve Russell    | Jamaica        | 54.66 |                      |
| 15   | 3       | Amalie Iuel        | Noruega        | 54.81 |                      |
| 16   | 1       | Zenéy van der Walt | África do Sul  | 54.81 | Recorde pessoal      |
| 17   | 3       | Melissa Gonzalez   | Colômbia       | 55.13 |                      |
| 18   | 2       | Jessie Knight      | Grã-Bretanha   | 55.39 |                      |
| 19   | 1       | Paulien Couckuyt   | Bélgica        | 55.42 |                      |
| 20   | 1       | Portia Bing        | Nova Zelândia  | 55.53 |                      |
| 21   | 1       | Sarah Carli        | Austrália      | 55.57 | Recorde da temporada |
| 22   | 1       | Rebecca Sartori    | Itália         | 55.90 |                      |
| 23   | 2       | Linda Olivieri     | Itália         | 56.04 |                      |
| 24   | 3       | Yasmin Giger       | Suíça          | 56.31 |                      |

### Final
A final ocorreu dia 22 de julho às 19:50.
| Pos.              | Atleta            | Nacionalidade  | Tempo | Notas                |
| ----------------- | ----------------- | -------------- | ----- | -------------------- |
| Medalha de ouro   | Sydney McLaughlin | Estados Unidos | 50.68 | Recorde mundial      |
| Medalha de prata  | Femke Bol         | Países Baixos  | 52.27 | Recorde da temporada |
| Medalha de bronze | Dalilah Muhammad  | Estados Unidos | 53.13 | Recorde da temporada |
| 4                 | Shamier Little    | Estados Unidos | 53.76 |                      |
| 5                 | Britton Wilson    | Estados Unidos | 54.02 |                      |
| 6                 | Rushell Clayton   | Jamaica        | 54.36 |                      |
| 7                 | Gianna Woodruff   | Panamá         | 54.75 |                      |
| 8                 | Anna Ryzhykova    | Ucrânia        | 54.93 |                      |

Legenda
| Recorde mundial       | Recorde mundial (World record)               |                       | Recorde africano                      | Recorde africano (African) |                                           | Q | Classificado por posição (Qualified) |
| Recorde do campeonato | Recorde do campeonato (Championship record)  | Recorde da América    | Recorde da América (Americas)         | q                          | Classificado por melhor tempo (Qualified) |   |                                      |
| Melhor marca do ano   | Melhor marca do ano (World leading)          | Recorde asiático      | Recorde asiático (Asian)              | DNS                        | Não largou (Did not start)                |   |                                      |
| Recorde nacional      | Recorde nacional (National record)           | Recorde europeu       | Recorde europeu (European)            | DNF                        | Não terminou (Did not finish)             |   |                                      |
| Recorde pessoal       | Recorde pessoal do atleta (Personal best)    | Recorde da Oceania    | Recorde da Oceania (Oceania)          | DSQ / DQ                   | Desclassificado (Disqualified)            |   |                                      |
| Recorde da temporada  | Recorde da temporada do atleta (Season best) | Recorde sul-americano | Recorde sul-americano (South America) | NM                         | Sem marca (No mark)                       |   |                                      |